# Cerro Chajnantor
Il Cerro Chajnantor è un monte delle Ande situato nel Cile settentrionale, con un'altezza di 5.640 m s.l.m..
Il nome cerro, che in spagnolo significa collina, deriva dal fatto che la parte superiore del monte si eleva, con forma arrotondata, circa 600 metri al disopra del Llano de Chajnantor, nome con cui è nota l'area  occidentale dell'Altiplano andino. 
Il Cerro Chajnantor è situato all'interno del deserto di Atacama, noto per essere uno dei più aridi del mondo. La notevole quota altimetrica, l'assenza di inquinamento luminoso e il bassissimo inquinamento e tenore di vapore acqueo atmosferico ne fanno un luogo ideale per l'installazione di osservatori astronomici.
Si trova circa 40 km a est della località di San Pedro de Atacama, da cui si può raggiungere la base del monte in automobile in circa un'ora. In vista della costruzione di un osservatorio astronomico da parte dell'Università di Tokyo, è stata recentemente costruita una strada lunga 5,7 km, che permette di raggiungere la sommità partendo dall'altopiano. 
Nel 2015 è previsto l'inizio della costruzione, poco al disotto della sommità del monte, del Cerro Chajnantor Atacama Telescope, un telescopio di 25 m di apertura a largo campo operante nelle lunghezze d'onda submillimetriche.